# William T. Stromberg
William T. Stromberg (Oceanside, 23 maggio 1964) è un compositore e direttore d'orchestra statunitense, attivo in California.

## Biografia
All'età di 18 anni ha iniziato a prendere lezioni private di composizione da John W. Morgan. Si è dedicato quindi alla composizione di musiche per film, dirigendole lui stesso. Ne ha composte oltre una dozzina, tra cui Trinity and Beyond: The Atomic Bomb Movie un documentario del 1995, diretto da Peter Kuran e, più recentemente quelle per il film Crisi d'identità (Other Voices), diretto nel 2000 da Dan McCormack.
Parallelamente all'attività di compositore cinematografico, si dedica, insieme all'amico John W. Morgan a quella di arrangiatore di partiture cinematografiche dei compositori attivi ad Hollywood negli anni Trenta-Cinquanta. Per la Naxos Records incide a capo della Moscow Symphony Orchestra una ventina di album dedicati a Max Steiner, Erich Wolfgang Korngold, Bernard Herrmann, Franz Waxman, Alfred Newman, Victor Young, Dimitri Tiomkin, Hans J. Salter, Frank Skinner, Philip Sainton, Malcolm Arnold ed altri.
Nel 2007 abbandona la Naxos e costituisce con John W. Morgan e la moglie Anna Bonn-Stromberg la propria etichetta discografica chiamata Tribute Film Classics, con la quale ha proseguito con nuove registrazioni di musiche di Steiner, Herrmann e Korngold.

## Discografia scelta
- Adolph Deutsch, Friederich Hollaender, Franz Waxman, Max Steiner: Film Noir (The Maltese Falcon, All Through The Night, The Verdict, Dark Passage, White Heat - BMG
- Max Steiner: The Adventures of Mark Twain; Erich Wolfgang Korngold: The Prince And The Pauper - BMG
- Max Steiner: The Lost Patrol, Virginia City, The Beast With Five Fingers - Marco Polo (Naxos Records)
- Max Steiner: King Kong - Marco Polo (Naxos Records)
- Max Steiner: Son of Kong, The Most Dangerous Game - Marco Polo (Naxos Records)
- Max Steiner: They Died With Their Boots On - Marco Polo (Naxos Records)
- Max Steiner: The Treasure of The Sierra Madre - Marco Polo (Naxos Records)
- Max Steiner: The Adventures Of Mark Twain - (Naxos Records)
- Max Steiner: All This And Heaven Too, A Stolen Life - Marco Polo (Naxos Records)
- Max Steiner: She - Tribute Film Classics
- Max Steiner: The Charge Of The Light Brigade - Tribute Film Classics
- Max Steiner: The Adventures Of Don Juan, Arsenic And Old Lace - Tribute Film Classics
- Roy Webb: Cat People, Bedlam, The Seventh Victim, The Body Sanatcher, I walked With A Zombie - Marco Polo (Naxos Records)
- Victor Young: The Greatest Show On Earth, The Uninvited, Gulliver's Travels, Bright Leaf - Marco Polo (Naxos Records)
- Alfred Newman: All About Eve, Beau Geste, The Hunchback Of Notre Dame - Marco Polo (Naxos Records)
- Alfred Newman & Bernard Herrmann: The Egyptian - Marco Polo (Naxos Records)
- Bernard Herrmann: Prince Of Players, Garden Of Evil - Marco Polo (Naxos Records)
- Bernard Herrmann: The Snows Of Kilimanjaro, 5 Fingers - Marco Polo (Naxos Records)
- Bernard Herrmann: Prince Of Players, Garden Of Evil - Marco Polo (Naxos Records)
- Bernard Herrmann: Battle Of Neretva, The Naked And The Dead - Tribute Film Classics
- Bernard Herrmann: The Kenthuckian, Williamsburg - Tribute Film Classics
- Bernard Herrmann: Fahrenheit 451, Walking Distance (Twilight Zone) - Tribute Film Classics
- Bernard Herrmann: Mysterious Island - Tribute Film Classics
- Philip Sainton: Moby Dick - Marco Polo (Naxos Records)
- Malcolm Arnold: The Roots Of Heaven, David Copperfield - Marco Polo (Naxos Records)
- Hans J. Salter & Frank Skinner: Son Of Frankenstein, Invisible Man Returns, The Wolfman - Marco Polo (Naxos Records)
- Hans J. Salter & Frank Skinner: Ghost Of Frankenstein, Sherlock Holmes And The Voice Of Terror, Son Of Dracula, Man Made Monster, Black Friday - Marco Polo (Naxos Records)
- Hans J. Salter & Paul Dessau: House Of Frankenstein - Marco Polo (Naxos Records)
- Erich Wolfgang Korngold: The Prince And The Pauper - Tribute Film Classics
- Erich Wolfgang Korngold: Another Dawn, Escape Me Never - Marco Polo (Naxos Records)
- Erich Wolfgang Korngold: Devotion - Marco Polo (Naxos Records)
- Erich Wolfgang Korngold: The Adventures Of Robin Hood - Marco Polo (Naxos Records)
- Erich Wolfgang Korngold: The Sea Hawk, Deception - Naxos Records
- Dimitri Tiomkin: Red River - Marco Polo (Naxos Records)
- Franz Waxman: Objective Burma! - Marco Polo (Naxos Records)
- Franz Waxman: Mr. Skeffington - Marco Polo (Naxos Records)
- Hugo Friedhofer: The Adventures Of Marco Polo, The Lodger, Seven Cities Of Gold, The Rains Of Ranchipur - Marco Polo (Naxos Records)
- Adolph Deutsch: The Maltese Falcon, George Washington Slept Here, High Sierra, The Mask Of Dimitrios, Northern Pursuit - Marco Polo (Naxos Records)